# Gardner Fox
Gardner Francis Cooper Fox (Brooklyn, Nova York, 20 de Maio de 1911 - 24 de Dezembro de 1986) foi um escritor estadunidense. Criou numerosos personagens para histórias em quadrinhos para a DC Comics chegando à incrível marca de 4.000 histórias, incluindo 1.500 para a DC Comics. Gardner também foi um autor de ficção científica e escreveu muitos romances e contos.
Fox é conhecido como o cocriador dos heróis da DC Comics, Flash,Gavião Negro , Senhor Destino e o Sandman original, e foi o escritor que primeiro uniu esses e outros heróis no supergrupo Sociedade da Justiça da América e mais tarde recriou a equipe como a Liga da Justiça da América. Fox introduziu o conceito do Multiverso na DC Comics na história "Flash of Two Worlds!" de 1961.

## Infância, juventude e carreira
Gardner F. Fox nasceu em Brooklyn, Nova York, filho de Julia Veronica (Gardner) e Leon Francis Fox, engenheiro. Fox lembrou ter sido inspirado desde cedo pelos grandes escritores de fantasia científica. Em seu décimo primeiro aniversário, ele recebeu The Gods of Mars e The Warlord of Mars, de Edgar Rice Burroughs, livros que "abriram um novo mundo para mim". Ele "leu todas as histórias de Burroughs, Harold Lamb e Talbot Mundy, "mantendo cópias" em casa na minha biblioteca" cerca de 50 anos depois.
Fox recebeu uma licenciatura em direito do St. John's College e foi admitido no "Bar" de Nova York em 1935. Ele praticou por cerca de dois anos, mas como a Grande Depressão continuou ele começou a escrever para Vin Sullivan, editor da DC Comics. Estreando como roteirista nas páginas da Detective Comics, Fox "contribuiu de forma intermitente para quase todos os título da formação da DC durante a Era de ouro das histórias em quadrinhos americanas." Ele foi um colaborador frequente de histórias em prosa para as revistas pulp das década de 1930 e 1940.
Um polímata, Fox incluiu inúmeras referências históricas, científicas e mitológicas do mundo real em suas histórias em quadrinhos, uma vez dizendo: "O conhecimento é uma espécie de hobby meu". Por exemplo, durante um ano de histórias do Eléktron, Fox se referiu à Revolução Húngara de 1956, à corrida espacial, à Inglaterra do século XVIII, à mitologia nórdica e à numismática. Ele revelou em cartas para ajudar Jerry Bails que ele mantinha grandes trunfos de material de referência, mencionando durante 1971: "Eu mantenho dois gabinetes cheios de coisas. E o sótão está abarrotado de livros e revistas ... Tudo sobre ciências, natureza, ou fatos incomuns, eu posso ir para os meus arquivos ou pelo menos 2.000 livros que eu tenho ".

## Romances
Durante sua carreira escrevendo para a DC Comics, Fox escreveu romances e contos usando uma variedade de pseudônimos masculinos e femininos para várias editoras, incluindo Ace, Gold Medal, Tower Publications, Belmont Books, Dodd Mead, Hillman, Pocket Library, Pyramid Books e Signet Books.
Durante a década de 1940 e até a década de 1950, Fox escreveu vários contos e textos para as Weird Tales e Planet Stories, e foi publicado em Amazing Stories e Marvel Science Stories. Escreveu para uma ampla gama de revistas pulp, incluindo Baseball Stories, Big Book Football Western, Fighting Western, 'Football Stories, Lariat Stories, Ace Sports, SuperScience, Northwest Romances, Thrilling Western e Ranch Romances para várias editoras.
Fox escreveu um par de romances de ficção científica intitulados Warriors of Llarn (1964) e Thief of Llarn (1966).

De 1969 a 1970, a Belmont Books publicou uma série de romances de espada e feitiçaria de Fox, apresentando o personagem bárbaro Kothar. Estes eram  Kothar: Barbarian Swordsman,  Kothar of the Magic Sword,  Kothar and the Demon Queen, Kothar and the Conjurer's Curse e finalmente Kothar and the Wizard Slayer. Estes foram seguidos em 1976 por outra série (publicada pela Leisure Books) com o bárbaro Kyrik:  Kyrik: Warlock Warrior,  Kyrik Fights the Demon World,  Kyrik and the Wizard's Sword e Kyrik and the Lost Queen.

Kothar and the Conjurer's Curse foi adaptado pela Marvel Comics como uma história de seis partes de Conan começando em Conan the Barbarian #6 ("The Curse of the Conjurer", janeiro de 1975) pelo roteirista Roy Thomas e os desenhista John Buscema, Joe Sinnott, Dan Adkins e Dick Giordano.

## Histórias em quadrinhos

### Era de ouro
As primeiras histórias de Fox para a DC Comics apresentaram Speed Saunders com arte de Creig Flessel e mais tarde Fred Guardineer começando em Detective Comics #4 (junho de 1937). Speed Saunders foi inicialmente creditado a "E.C. Stoner", que muitos acreditam ser um pseudônimo da Fox. Com o progresso da década de 1930, Fox adicionou créditos de escrita para Steve Malone e Bruce Nelson para a Detective Comics em sua carga de trabalho, bem como o mago Zatara para os primeiros números da Action Comics.
Durante a Segunda Guerra Mundial, Fox assumiu a responsabilidade por uma variedade de personagens e revistas de vários de seus colegas que haviam sido recrutados. Ele trabalhou para várias empresas, incluindo a antecessora da Marvel Comics, a Timely Comics; a Magazine Enterprises de Vin Sullivan, da Columbia Comics, onde criou o Skyman; e na EC Comics, onde ele serviu um breve período como escritor-chefe. Com o declínio da popularidade dos super-heróis, Fox contribuiu com histórias de faroeste, de ficção científica, humor, romance e animais engraçados.

#### Batman
Durante julho de 1939, apenas duas edições após a estréia de Batman por Bob Kane e Bill Finger, Fox escreveu o primeiro de seus vários contos para esse personagem, apresentando um vilão inicial na história "The Batman meets Doctor Death", juntamente com Kane e Finger, Fox contribuiu para a evolução do personagem, incluindo o primeiro uso do cinto de utilidades do personagem, que "contém [as] cápsulas de gás sufocantes", bem como a escrita dos primeiros usos de Batarang e o Batgyro, um autogiro precursor do Batcopter, duas edições depois.
Fox retornou ao Batman em 1964. (Veja abaixo)

#### Sandman
Em 1939, Fox e o desenhista Bert Christman cocriaram o personagem Sandman, um combatente fantasma usando uma máscara de gás cuja primeira aparição em Adventure Comics #40 (julho de 1939) foi antecipada por uma aparição em  New York World's Fair Comics.

#### The Flash
Fox é creditado pelos três primeiros roteiros de seis histórias na edição inaugural de Flash Comics (janeiro de 1940), incluindo a estréia do personagem titulo, The Flash. Com um herói descrito como um "Mercúrio dos dias atuais", o personagem-título é o estudante universitário Jay Garrick imbuído de velocidade sobre-humana depois de inalar vapores da água pesada. O personagem apareceu em uma série de quadrinhos dos anos 40, incluindo All Star, Comic Cavalcade, All-American Comics e seus próprios títulos, Flash Comics e All-Flash.<"

#### Gavião Negro
Descrevendo as origens do Gavião Negro (Hawkman no original), Fox lembrou: "Eu estava enfrentando o problema de preencher um novo título que o editor Max Gaines estava começando ... Enquanto eu me sentava perto da janela, notei um pássaro coletando gravetos para um ninho. abaixo, pegue o galho e voe para longe. Eu pensei: 'Não seria ótimo se o pássaro fosse um homem da lei e o galho um trapaceiro!"
Estreando como a terceira história em Flash Comics #1 (janeiro de 1940) - "A imaginação de Fox transformou aquele pássaro no imenso e misterioso Hawkman." Com a arte de Dennis Neville,  a origem do herói apresentou o arqueólogo e colecionador Carter Hall revivendo sua vida passada como o Príncipe Khufu do Antigo Egito, criando um uniforme (com o metal Nth), confrontando a reencarnação de Hath-Set, seu antigo inimigo e encontrando seu interesse amoroso reencarnado, Shiera Saunders.

#### Sociedade da Justiça da América
Escrevendo regularmente mais de seis histórias em cinco títulos por mês, todos os meses durante o início da década de 1940, a Fox continuou a criar novos personagens.
Na época, a DC Comics consistia de duas sub-empresas distintas, a All-American Publications de Max Gaines e as National Periodical Publications de Harry Donenfeld e Jack Liebowitz. Embora ele continuasse a roteirizar para a National/Detective Comics, Inc., Fox tornou-se o escritor principal da All-American. Enquanto o Senhor Destino de Fox (e outros títulos) foram publicados pela National; Sandman, Gavião Negro o Flash saíram pela All-American. No inverno de 1940, a terceira edição da All-American All-Star Comics estreou a Sociedade da Justiça da América, a primeira equipe de super-heróis nos quadrinhos. Fox trabalhou Gavião Negro, Flash e Sandman na All-Star para suas duas primeiras edições (Verão e Outono de 1940), mas da edição 3 (Inverno), ele assumiu deveres completos de escrita para a edição, com todos as série por diferentes desenhistas trabalhando dentro do dispositivo de enquadramento em que os personagens foram descritos como parte de uma "Sociedade da Justiça".
Nas páginas de All-Star Comics #3, sob a direção do editor Sheldon Mayer e de desenhistas como E.E. Hibbard, Fox criou a primeira equipe de super-heróis, a Sociedade da Justiça da América. Cada personagem - Senhor Destino, Sandman, Flash e Gavião Negro juntaram-se a Homem-Hora, o Espectro, o Atom e o Lanterna Verde . Em abril de 1941, Fox criou o personagem Starman com o desenhista Jack Burnley nas páginas da Adventure Comics #61 (abril de 1941), [26] e o personagem mais tarde se juntaria à equipe. Fox escreveu as aventuras da Sociedade da Justiça de All Star Comics #3 até deixar a revista na edição 34 (abril-maio de 1947) com uma história que introduziu um novo supervilão, o Mago.

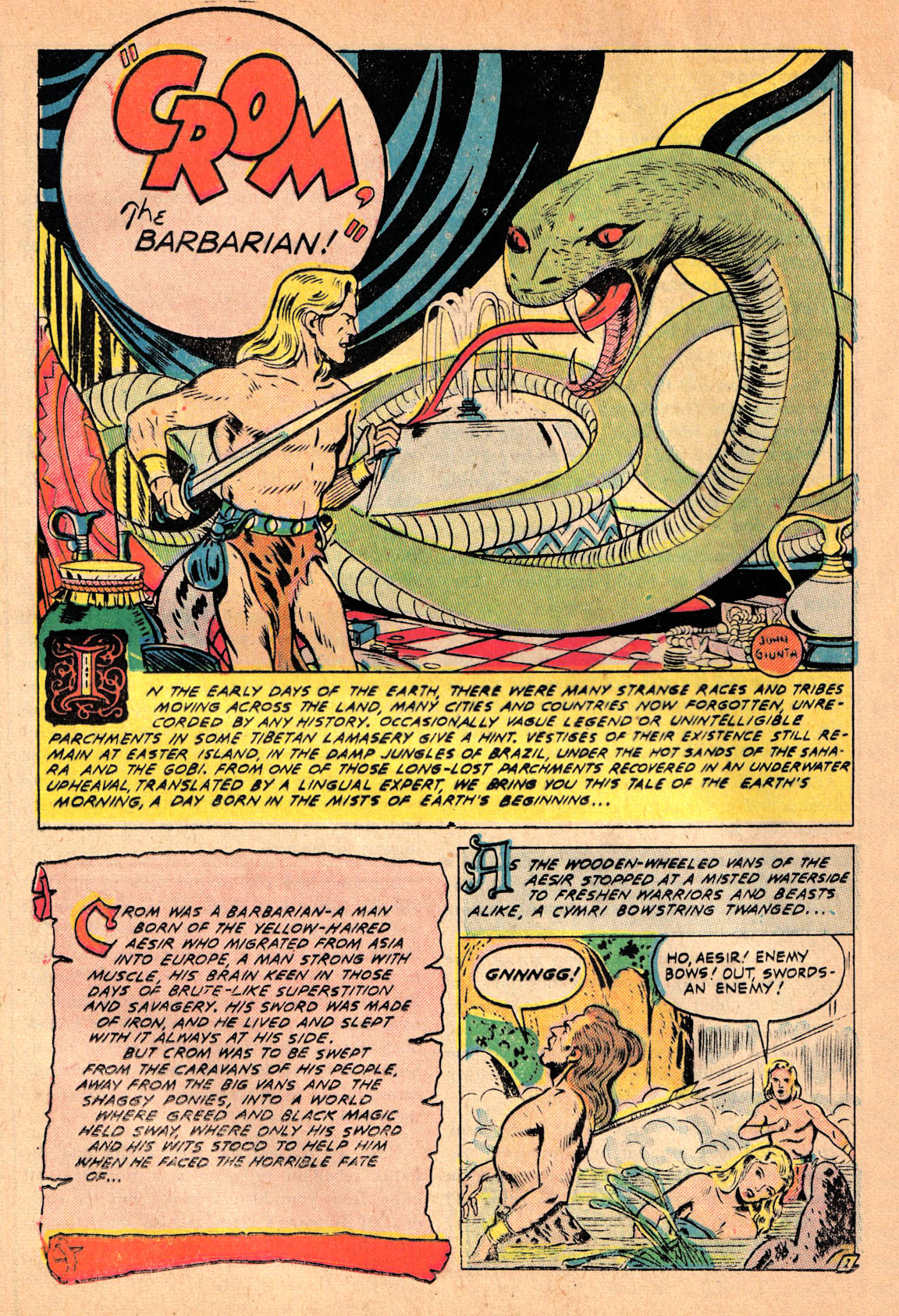
Crom the barbarian, Out of This World #1, junho de 1950, arte de John Giunta

#### Trabalhos para outras editoras
Entre 1940 e 1941, Fox escreveu para a Columbia Comic Corporation, escrevendo histórias com personagens como "Face", "Marvelo", "Rocky Ryan", "Skyman" e "Spymaster". Por aproximadamente três anos (1947 - 50), Fox escreveu para a EC Comics, incluindo roteiros e textos que apareceram nos títulos The Crypt of Terror, The Vault of Horror e Weird Fantasy, bem como no menos conhecidos como Gunfighter, Happy Houlihans, Moon Girl, Saddle Justice e novo título, Valor, entre outros.
Perto do final da década e início dos anos 50, ele trabalhou para a Magazine Enterprises em séries como "Durango Kid", o primeiro "Ghost Rider", "Red Hawk", "Flecha Ligeira" e "Tim Holt", revista onde o Ghost Rider apareceu. Fox escreveu algumas das textos necessários para a Magazine Enterprises, que eram exigidas pelos Correios para que as revistas e quadrinhos tivessem tarifas postais mais baratas.
Ao longo da década de 1950, Fox escreveu histórias para a Avon Comics, sendo as mais notáveis as de "Crom the Barbarian", a primeira série de quadrinhos do gênero espada e feitiçaria e de "Kenton of the Star Patrol".

### Era de prata
Durante o início da década de 1950, Fox roteirizou histórias do Vigilante para a Action Comics, bem como histórias de faroeste nas páginas da Western Comics e histórias de ficção científica para Mystery in Space e Strange Adventures da DC. Em 1953, ele entrou se correspondeu com o fã Jerry Bails, que inicialmente enfatizava o gosto de Bails pela Sociedade da Justiça e All-Star Comics, mas acabou se tornando uma amizade que não apenas influenciou o início da assim chamada "Era de Prata", mas também no fandom de quadrinhos, no qual Bails teve um papel importante.
Em meados da década de 50, depois da publicação do livro Seduction of the Innocent de Fredric Wertham e do Subcomitê do Senado dos Estados Unidos sobre a Delinquência Juvenil e os perigos das histórias em quadrinhos, o conteúdo dos quadrinhos foi alterado e passou a ser censurado pelo Comics Code Authority. Em resposta parcial a essa mudança, o editor da DC, Julius Schwartz, começou uma ampla reinvenção/revivificação de muitos personagens anteriores, e "Fox foi um dos primeiros escritores ... Schwartz ligou para pedir ajuda". A Era de Prata dos quadrinhos começou nas páginas da revista Showcase # 4 (outubro de 1956) com um Flash radicalmente alterado pelos escritores Robert Kanigher e John Broome com desenhos de Carmine Infantino.
Fox roteirizou a maioria das aventuras do herói espacial Adam Strange, que estreou em Showcase #17 (novembro de 1958) com arte de Mike Sekowsky. As histórias de Adam Strange foram coescritas por Fox e pelo criador do personagem, Julius Schwartz. Com a "orientação criativa" de Fox e Schwartz, "Gavião Negro e o Atom  receberam novos uniformes e novas identidades" e atraíram uma audiência de fãs antigos e novos. Fox escreveu a reinvenção do novo Gavião Negro em The Brave and the Bold #34 (março de 1961) e o Atom, que estreou no Showcase # 34 (setembro-outubro de 1961) com arte de Gil Kane.

#### Liga da Justiça da América
Outra das maiores realizações de Fox foi o seu renascimento do conceito da Sociedade da Justiça como a Liga da Justiça da América, estreando na revistaThe Brave and the Bold #28 (fevereiro-março de 1960). Que ganharia próprio título entre outubro e novembro. 1960, a Liga da Justiça se tornaria a base do Universo DC. O supervilão Doutor Luz lutou primeiro com a equipe na edição 12 (junho de 1962). Liga da Justiça da América 21 e 22 (agosto-setembro de 1963) contou com o primeiro team-up da Liga da Justiça e da Sociedade da Justiça da América, bem como o primeiro uso do termo "Crise" em referência a um crossover entre os personagens  No ano seguinte, o próximo team-up com a Sociedade da Justiça introduziu a ameaça do Sindicato do Crime da América da Terra Três. A personagem Zatanna, introduzida por Fox e pelo desenhista Murphy Anderson em Hawkman #4 (novembro de 1964), ela foi o centro de um arco de história que passou por vários títulos da DC e foi resolvido em Justice League of America #51 (fevereiro de 1967). Fox e Sekowsky foram a equipe criativa nos primeiros oito anos do título. A última edição de Sekowsky foi # 63 (junho de 1968) e Fox partiu com # 65 (setembro de 1968).

#### Multiverso
"Flash of Two Worlds!", publicada Flash #123 (setembro de 1961), introduziu o conceito de que os heróis da Era de Ouro existiam em uma Terra paralela chamada Terra 2, enquanto o atual Flash, Barry Allen, viaja para a Terra de Jay Garrick, a década de 1940. Este evento anunciava mais genericamente o conceito do Multiverso da DC Comics, um tema recorrente de décadas do Universo da DC Comics, permitindo que antigos e novos heróis coexistissem e se encontrassem.
Em uma reviravolta travessa, Gardner Fox, é referenciado na história - no mundo de Barry Allen, as aventuras de Flash de Jay Garrick apareceram em histórias em quadrinhos escritas por Fox. Como Barry explica: "Um escritor chamado Gardner Fox escreveu sobre suas aventuras - que ele alegou ter vindo a ele em sonhos! Obviamente, quando Fox estava dormindo, sua mente estava" sintonizada "em sua Terra vibratória! Isso explica como ele" sonhou com o Flash!" No final da história, Barry diz: "Vou procurar Gardner Fox, que escreveu as histórias originais do Flash, e contar para ele! Ele pode escrever a coisa toda ... em uma revista em quadrinhos!"

#### Batman da Era de Prata
Durante o ano 1964, Schwartz foi responsabilizado por reviver os títulos de Batman e Fox voltou a escrever histórias de Batman. Obedecendo às tendências da Era de Prata, ele reintroduziu personagens, incluindo o Charada e o Espantalho. "Remarkable Ruse of the Riddler" da Fox com arte de Sheldon Moldoff em Batman #171 (maio de 1965). Dezoito números depois, Fox e Moldoff ressuscitaram e realojaram o professor Jonathan Crane, lançando o Espantalho da Terra 1 em "Fright of the Scarecrow", Batman #189 (fevereiro de 1967). Ele e o desenhisa Carmine Infantino criaram o Arrasa-Quarteirão em Detective Comics #345 (novembro de 1965) e o Cluemaster na edição # 351 (maio de 1966). Fox e Infantino apresentaram Barbara Gordon como uma nova versão de Batgirl em uma história intitulada "The Million Dollar Debut of Batgirl!" em Detective Comics #359 (janeiro de 1967). A última história de Batman por Fox, "Whatever Will Happen to Heiress Heloise?", Foi publicada na Detective Comics # 384 (fevereiro de 1969).

### Saída da DC
Fox deixou de trabalhar para a DC em 1968, quando a editora se recusou a dar seguro saúde e outros benefícios para seus criadores mais antigos. Fox, que escrevera vários romances históricos de aventura, mistério e ficção científica nos anos 1940 e 1950, começou a produzir romances em tempo integral, usando seu próprio nome e vários pseudônimos. Ele produziu um pequeno número de quadrinhos durante esse período, mas produziu romances predominantemente, escrevendo mais de 100 em gêneros como ficção científica, espionagem, crime, fantasia, romance, faroeste e ficção histórica.
Entre suas produções estava a moderna romantização da adaptação de Cinco Semanas em um Balão de Júlio Verne, produzida por Irwin Allen, dois livros da série "Llarn"; cinco livros sobre o bárbaro Kothar, começando em 1969 com a antologia Kothar—Barbarian Swordsman, e quatro livros sobre as aventuras de "Kyrik", começando com Warlock Warrior (1975).
Para Tower Books, Belmont Books e Belmont-Tower, ele produziu entre treze e vinte e cinco romances da série "Lady from L.U.S.T." (League of Undercover Spies and Terrorists) entre 1968 e 1975 usando o pseudônimo Rod Gray. Com Rochelle Larkin e Leonard Levinson, Fox usou o pseudônimo "Glen Chase" para escrever os trabalhos na série "Cherry Delight, The Sexecutioner".

### Últimos trabalhos nos quadrinhos
Durante o início dos anos 1970, a Fox trabalhou brevemente para a editora rival da DC, Marvel Comics, escrevendo roteiros para The Tomb of Dracula, Red Wolf, e Doutor Estranho em Marvel Premiere. Durante o ano de 1971, a Skywald Publications reimprimiu alguns de seus trabalhos anteriores em títulos como Demona, Nightmare, Red Mask e Zanagar, e Fox também encontrou trabalho para a Warren Publishing em Creepy and Eerie durante o mesmo período.
No final de sua vida, durante o ano de 1985, ele trabalhou brevemente para a Eclipse Comics, incluindo a antologia de ficção científica Alien Encounters.
Fox morreu em 24 de dezembro de 1986 no Princeton Medical Center em Princeton, Nova Jersey, vítima de pneumonia. 

## Hobbies e conquistas
Durante o curso de sua carreira, Fox pode ser definitivamente creditado em cerca de 1500 histórias para a DC Comics, [23] fazendo dele o segundo criador mais prolífico de DC (depois de Robert Kanigher) por uma margem considerável sobre seu rival mais próximo. Em julho de 1971, a Fox estimou que ele havia escrito  "oitenta milhões de palavras" ao longo de sua carreira até aquele momento.
Ele era membro de várias organizações literárias e de gênero, incluindo a Academy of Comic Book Arts, the Authors Guild, the Authors League of America, e a Science Fiction Writers of America. Como advogado, ele era um membro da fraternidade Phi Delta Phi.
Um fã de esportes, ele gostava tanto "dos Mets e dos Jets", e (durante 1971) tinha "ingressos de temporada para os jogos de St. John." Um leitor voraz, ele declarou: "Eu tenho dois escritores que eu reli e releu, um que eu tenho certeza de que ninguém ouviu falar de Jeffery Pond [sic], eu tenho todos os livros que ele escreveu, e o outro é o escritor de mistério John Dickson Carr, cujo estilo eu admiro tremendamente ... e claro que os velho - Merritt eu sempre gostei particularmente - e Burroughs".

### Prêmios
Fox venceu dois Prêmios Alley de 1962 - de Melhor Roteirista e de Melhor Históra Longa (The Planet that Came to a Standstill" in Mystery in Space #75), com o desenhista Carmine Infantino - assim como o Alley de 1963, para Romances Favoritos ( ("Crisis on Earths 1 and 2" in Justice League of America #21–22, com desenhos de Mike Sekowsky), e o Alley de 1965 para Melhor Romance ("Solomon Grundy Goes on a Rampage" em Showcase #55) com o desenhos de Murphy Anderson.
Ele foi homenageado na Nova York Comic Art Convention de 1971. Em 1982, na Skycon II, ele foi premiado com o "Jules Verne Award para a realização em tempo real".

## Legado
Durante o ano de 1967, o agente literário de Fox, August Lenniger, sugeriu que Fox doasse suas anotações, correspondências e amostras de seu trabalho para a Universidade de Oregon como uma dedução fiscal. Fox doou mais de quatorze caixas de quadrinhos, livros, roteiros, idéias de enredo e cartas de fãs que remontam aos anos 1940. Suas gravações compõem a maior parte da coleção Fox da universidade.
O personagem Guy Gardner tem o nome Gardner em homenagem a Fox. Em 1985, a DC Comics nomeou Fox como um dos homenageados na publicação Fifty Who Made DC Great.
Em 1998, ele foi postumamente premiado com um Harvey Award e entrou no Jack Kirby Hall of Fame; um ano depois, ele foi introduzido no Hall da Fama do Prêmio Eisner.
Em 2007, Fox foi um dos dois ganhadores do Prêmio Bill Finger de Excelência em Escrita em Quadrinhos, sob os auspícios da San Diego Comic-Con.
Em 2002, o Cartoon Network transmitiu o episódio "Legends" da série animada Liga da Justiça, uma homenagem Sociedade da Justiça de Fox e aos seus crossovers anuais com a Liga da Justiça. O episódio foi dedicado a Fox. Além disso, no episódio intitulado "Paradise Lost", um repórter de TV refere-se ao furacão Gardner.
No sexto episódio da segunda temporada da Justiça Jovem, durante um desastre que destrói parte da cidade, o Flash direciona uma mulher para um abrigo que fica entre as ruas Gardner e Fox.

### Histórias em quadrinhos

#### DC Comics
- Action Comics #8–79 (Zatara); #134, 139–144 (Vigilante); #138 (Congo Bill) (1939–1950)
- Adventure Comics #35–67, 69–77, 81, 83–89 (1939–1944)
- All-American Western #105–106, 113, 115 (1949–1950)
- All-Flash #6–24, 28 (1942–1947)
- All-Flash Quarterly #1–5 (1941–1942)
- All Star Comics #1–34, 46, 50, 53 (1940–1950)
- All Star Western #62, 90–92, 94–95, 97–99. 107–119 (1951–1961)
- Atom #1–37 (1962–1968)
- Atom and Hawkman #40–41 (1968–1969)
- Batman #41, 165, 170–172. 174–175. 179, 181, 183–184, 186, 188–192, 194–197, 199, 201–202 (1947, 1964–1968)
- Big All-American Comic Book #1 (1944)
- Boy Commandos #36 (1949)
- The Brave and the Bold #28–30 (Justice League); #34–36, 42–44 (Gavião Negro); #45–49 (Strange Sports); #1–62 (Starman e Canário Negro) (1960–1965)
- Comic Cavalcade #1–19 (1942–1947)
- Detective Comics #4–26, 37–43 (Speed Saunders); #29–34, 331. 333–340, 344–345, 347, 349, 351, 353, 356, 359, 361, 363, 366–369, 371, 374, 376–377, 384 (Batman); #328–330, 332–339, 341–342, 345–358, 360–365, 367–383 (Homem Elástico) (1937–1969)
- The Flash #117, 123, 129, 137–138, 140, 142–146, 150–152, 154, 159, 162, 164, 166–167, 170–171, 177 (1960–1968)
- Flash Comics #1–80 (1940–1947)
- Funny Stuff #22–27 (1947)
- Green Lantern #27 (1947)
- Green Lantern vol. 2 #16–17, 21–23, 25–29, 32–38, 41–44, 46, 48, 50, 57–58, 60, 62, 65, 67 (1962–1969)
- Hawkman #1–21 (1964–1967)
- Hopalong Cassidy #86, 89, 91–92, 112–113, 115, 117–121, 124 (1954–1957)
- Jimmy Wakely #1–3, 7–9, 11, 15 (1949–1952
- Justice League of America #1–38, 40–47, 49–57, 59–65 (1960–1968)
- More Fun Comics #55–95 (Senhor Destino) (1940–1944)
- Mystery in Space #1–5, 7–15, 31–32, 36, 41, 43, 45–48, 50–91 (1951–1964)
- New York World's Fair Comics #1–2 (1939–1940)
- Sensation Comics #1–10, 109 (1942–1952)
- Showcase #15–16 (Space Ranger); #17–19 (Adam Strange); #34–36 (Atom); #55–56 (Senhor Destino e Homem Hora); #60–61, 64 (Espectro) (1958–1966)
- Spectre #1–2, 6–7 (1967–1968)
- Strange Adventures #1–21, 23–26, 29—30, 35, 38, 50, 69, 71, 73–74, 78–81, 83–84, 86–97, 99, 101–107, 109–116, 118–159, 161, 163, 226 (1950–1970)
- Superboy #20 (1952)
- Western Comics #4, 19–21, 23–27, 31–37. 39–46, 56–85 (1948–1961)
- World's Best Comics #1 (1941)
- World's Finest Comics #2–8, 51–60, 62, 64 (1941–1953)

#### Marvel Comics
- Chamber of Chills #2–4 (1973)
- Creatures on the Loose #26–27 (1973–1974)
- Doc Savage #5–7 (1973)
- Dracula Lives! #4 (1974)
- Gunhawks #7 (1973)
- Journey into Mystery vol. 2 #4 (1973)
- Marvel Premiere #5–8 (Doutor Estranho) (1972–1973)
- Marvel Spotlight #1 (Red Wolf) (1971)
- Monsters Unleashed #1 (1973)
- Red Wolf #2–8 (1972–1973)
- The Tomb of Dracula #5–6 (1972–1973)
- Vampire Tales #1–2 (1973)

#### Crom the Barbarian
- Out of This World Adventures #1 - Crom the Barbarian (Julho de 1950) com John Giunta [apenas como Gardner Fox e John Giunta ]

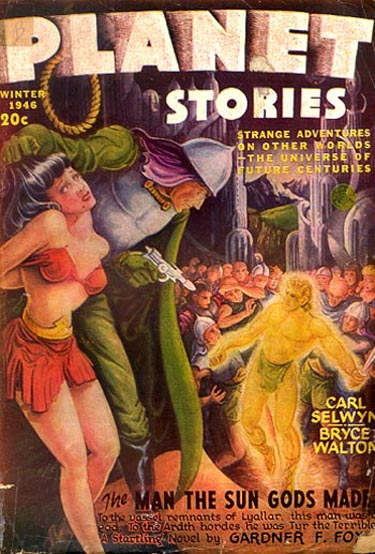
A novela "The Man the Sun-Gods Made" foi capa da edição de Inverno de 1946 da revista pulp Planet Stories

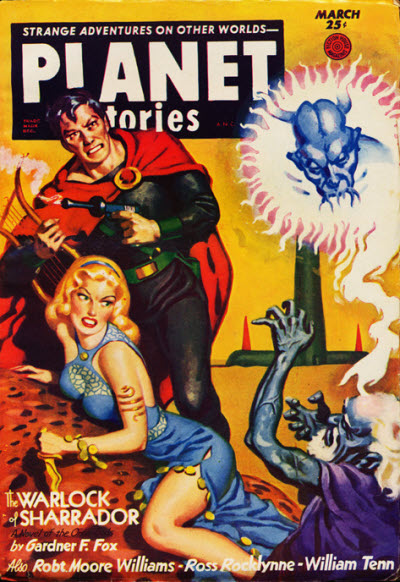
A novela "The Warlock of Sharrador" foi capa da edição de Inverno de 1946 da revista pulp Planet Stories

- Out of This World Adventures #2 - The Spider God of Akka! (Dezembro de 1950) com John Giunta [apenas como Gardner Fox e John Giunta ]
- Strange Worlds #2 - The Giant From Beyond  (April 1951) com John Giunta [apenas como Gardner Fox e John Giunta ]

### Séries literárias
Alan Morgan
1. Warrior of Llarn (1964)
2. Thief of Llarn (1966)

Kothar
1. Kothar - Barbarian Swordsman (Belmont Books, 1969)
2. Kothar of the Magic Sword! (Belmont Books, 1969)
3. Kothar and the Demon Queen (Belmont Books, 1969)
4. Kothar and the Conjurer's Curse (Belmont Books, 1970)
5. Kothar and the Wizard Slayer (Belmont Books, 1970)

Kyrik
1. Kyrik: Warlock Warrior (Leisure Books, 1975)
2. Kyrik Fights the Demon World (Leisure Books, 1975)
3. Kyrik and the Wizard's Sword (Leisure Books, 1976)
4. Kyrik and the Lost Queen (Leisure Books, 1976)

### Romances
- Five Weeks in a Balloon (1962)
- Escape Across the Cosmos (1964) aparece apenas como:
  - título variante: Escape Across the Cosmos (1964) [como Gardner Fox ]
  - título variante: Titans of the Universe (1978) [como Moonchild (página interna de título) / James Harvey (capa) pelo selo Manor Books]
- The Arsenal of Miracles (1964)
- The Hunter Out of Time (1965)
- Beyond the Black Enigma (1965) [apenas como Bart Somers ]
- Abandon Galaxy! (1967) [apenas como Bart Somers ]
- Laid in the Future (1969) [apenas como by Rod Gray ]
- The Druid Stone (1970) [apenas como Simon Majors ]
- Conehead (1973)
- Omnibus
- The Arsenal of Miracles / Endless Shadow (1964) [O/2N] com John Brunner
- Fantasy Inverno 1993. Spade per la gloria (1993) [O]

### Não-ficção
- Thun'da: King of the Congo (2010) com Frank Frazetta and Bob Powell [apenas com Frank Frazetta, Gardner Fox e Bob Powell ]

### Sem gênero
- One Sword for Love (1953)
- Iron Lover (1959)
- The Bastard of Orleans (1960)
- The Lion of Lucca (1966)
- The Bold Ones (1976)

### Contos
- The Weirds of the Woodcarver (1944)
- The Last Monster (1945)
- Man nth (1945)
- Engines of the Gods (1946)
- Rain, Rain, Go Away! (1946)
- Heart of Light (1946)
- The Man the Sun-Gods Made (1946)
- Sword of the Seven Suns (1947)
- Vassals of the Lode-Star (1947)
- Werwile of the Crystal Crypt (1948)
- When Kohonnes Screamed (1948)
- The Rainbow Jade (1949)
- Temptress of the Time Flow (1950)
- Tonight the Stars Revolt! (1952)
- The Warlock of Sharrador (1953)
- The Holding of Kolymar (1972)
- Shadow of a Demon (1976)
- Beyond the Wizard Fog (1977)
- The Stolen Sacrifice (1978)
- The Thing From the Tomb (1979)
- The Eyes of Mavis Deval (1980)
- The Cube From Beyond (1980)
- The Cup of Golden Death (1980)
- Out of the Eons (1980)
- The Lure of the Golden Godling (1980)
- The Coming of the Sword (1981)

### Ensaios
- Carta (Fantastic Novels, Setembro de 1940): A. Merritt Books Scarce (1940)
- P.S.'s Feature Flash (1947)
- Carta (Planet Stories, Primavera 1948): Fox Lets Fly (1947)
- Prefácio (Kothar of the Magic Sword!) (1969)
- Introdução (Kyrik: Warlock Warrior) (1975)